# Sphingonotus theodori
Sphingonotus theodori är en insektsart som beskrevs av Boris Petrovich Uvarov 1924. Sphingonotus theodori ingår i släktet Sphingonotus och familjen gräshoppor.

## Underarter
Arten delas in i följande underarter:
- S. t. theodori
- S. t. iranicus